# Universidad de Sudáfrica

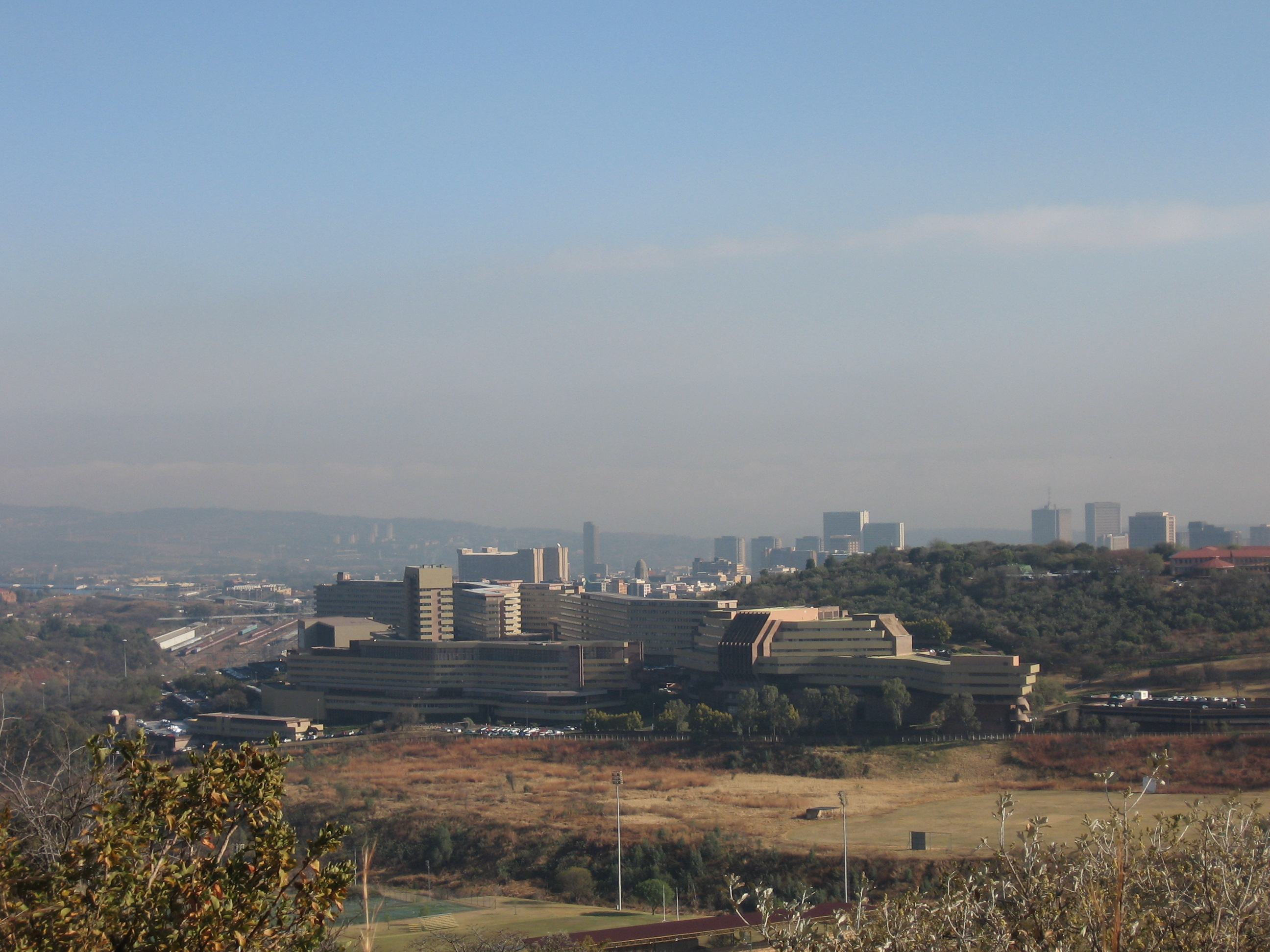
Campus de la Universidad de Sudáfrica en Pretoria.

La Universidad de Sudáfrica (abreviado UNISA; en inglés University of South Africa) es una universidad pública y a distancia de la República de Sudáfrica con sede en Pretoria. Es la universidad a distancia más antigua y con aprox. 250.000 estudiantes, la mayor de África y una de las mayores del mundo. 
La universidad se fundó en 1873 siguiendo el modelo de la Universidad de Londres bajo el nombre del Cabo de Buena Esperanza como institución para exámenes de nivel superior. Durante buena parte de su historia inicial sirvió como institución para los exámenes de universidades británicas como la de Oxford y Cambridge. Además del campus principial también cuenta con delegaciones regionales en Durban, Ciudad del Cabo, Nelspruit, Polokwane, Port Elizabeth, Bloemfontein y Mafikeng.
La Universidad de Sudáfrica colabora con otras universidades e instituciones de ámbito internacional.

## Unidades académicas
La universidad está dividida en seis colleges, que a su vez engloban a las distintas facultades (schools):
- College of Agriculture and Environmental Sciences
  - School of Agriculture and Life Sciences
  - School of Environmental Sciences

- College of Economics and Management Sciences
  - School of Accounting Sciences
  - School of Economic Sciences
  - School of Management Sciences

- College of Human Sciences
  - School of Arts, Education, Languages and Communications
  - School of Humanities, Social Sciences and Theology

- College of Law
  - School of Law
  - School of Criminal Justice

- College of Science, Engineering & Technology 
  - School of Science
  - School of Engineering
  - School of Computing

La unidad académica más inferior son los institutos.

## Personalidades
- David Bosch, Profesor de misiología (1971-1992)
- Heinz Hofmann, Profesor del Departamento de Clásicos (1971-1973)
- Johannes Reimer, Profesor de misiología (desde 1997)